# Daihatsu Sirion
La Daihatsu Sirion est une petite voiture à 5 portes lancée en 1998, par le constructeur automobile japonais Daihatsu . La première génération fut vendue au Japon sous le nom de Storia et chez Toyota sous l'appellation Duet. Pour la deuxième génération, la Sirion a été respectivement commercialisée sous les noms de Boon et Passo. La troisième génération au Japon a repris ces appellations mais la commercialisation en Europe a cessé à la fin de la deuxième génération.

## Daihatsu Sirion I (1998 - 2004)

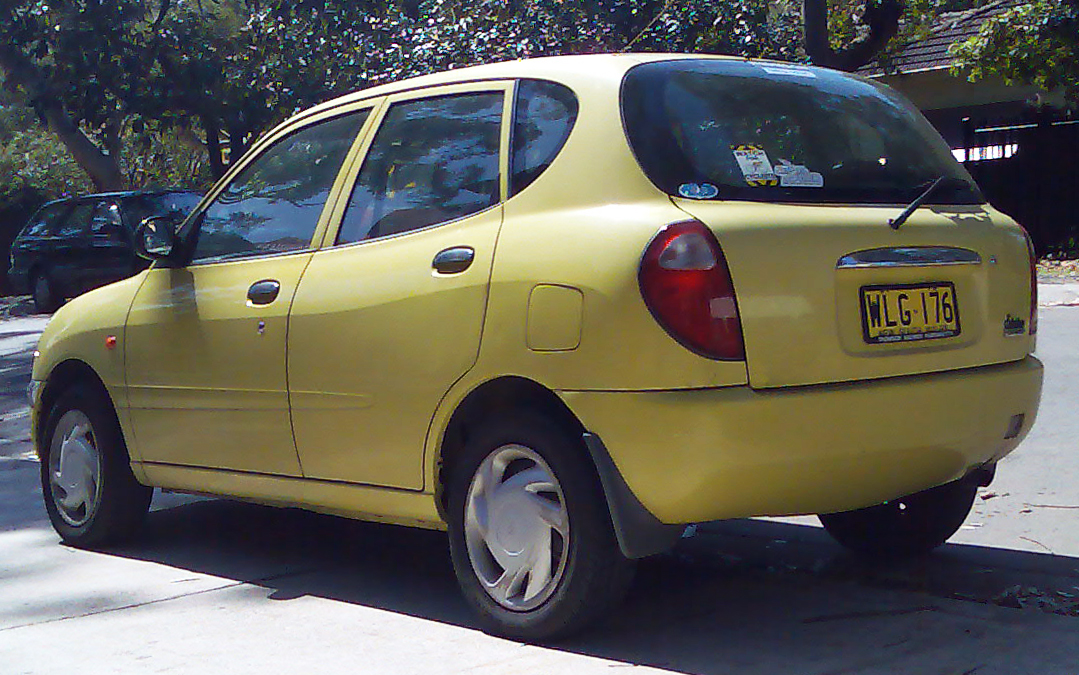
Daihatsu Sirion I phase 1

Sa commercialisation en France intervient en mai 1999, en finition X et XX. Cette dernière propose de série la climatisation. Sous le capot, on trouve le 3 cylindres-12 soupapes type EJ-DE associé à une boîte manuelle (X et XX) ou automatique (XX). Une version 4x4 (4WD) est ajoutée en janvier 2000 (X). À partir de février 2001, le moteur 1 litre laisse place à un 4 cylindres-16 soupapes de 1,3 litre (moteur type K3-VE2), toujours en traction, 4x4 et boîte automatique. Avec 102 ch, les performances font un bond considérable puisqu'elles lui permettent d'évoluer au-delà des centres urbains. Désormais, les finitions se nomment S et X, sans changement dans la dotation. Les jantes alliage sont de série, sauf sur la version 4x4. Elle reçoit un restylage courant en juillet 2002 (Sirion I phase 2) portant sur la face avant (bouclier, phares, calandre), les bas de caisse et le bouclier arrière. 

Daihatsu Sirion I phase 2
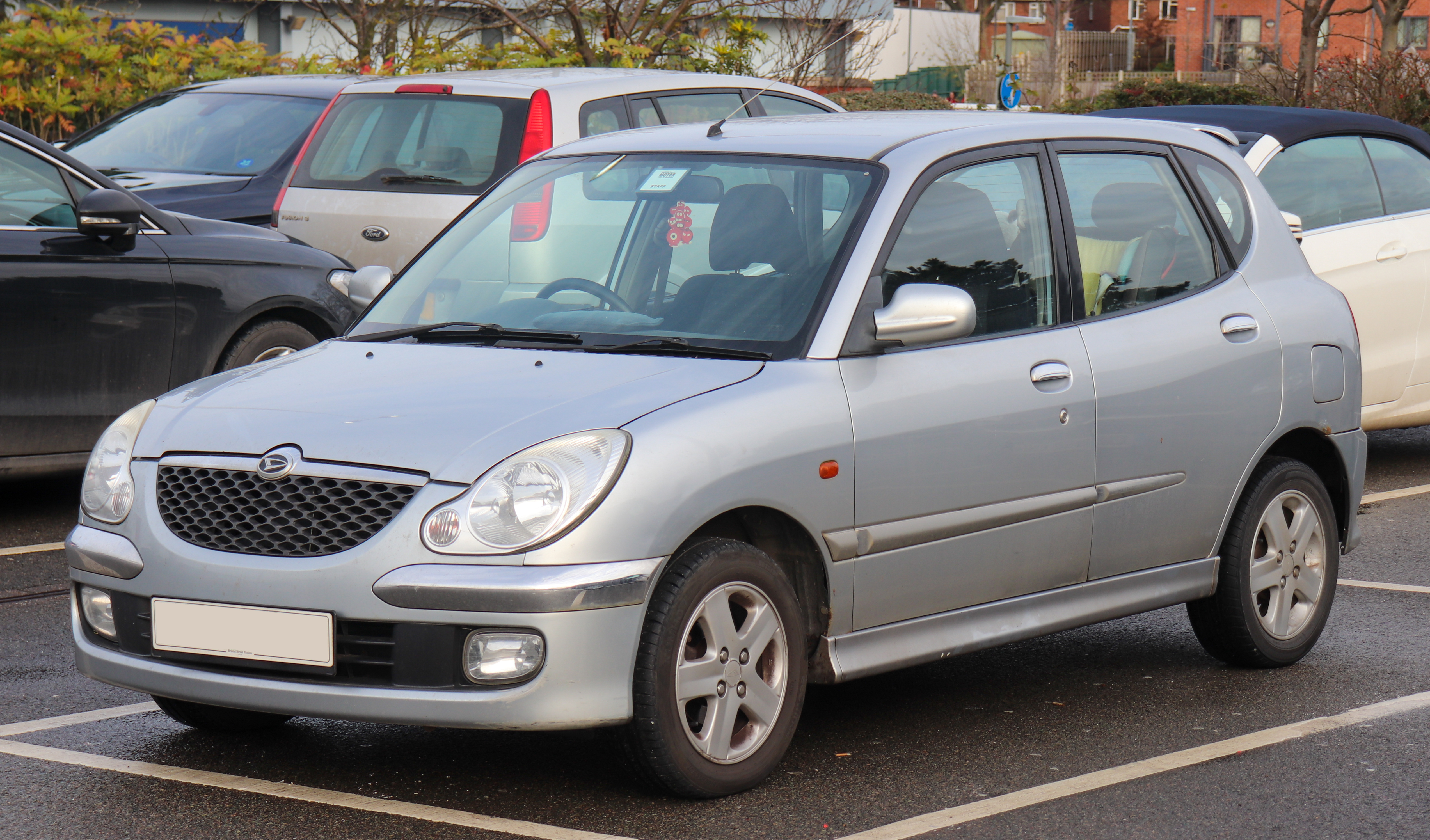
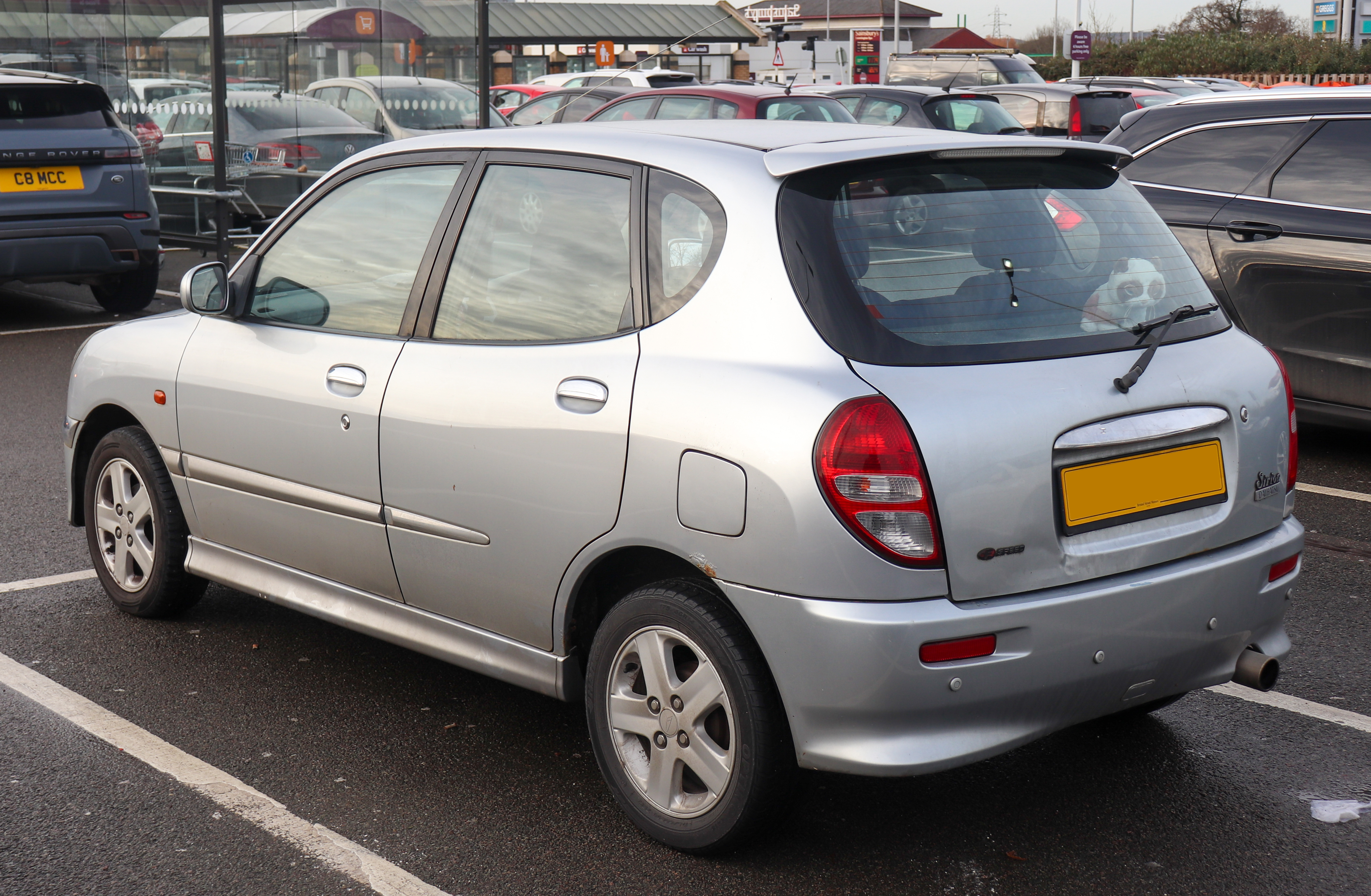

En février 2004, un pack d'équipements est disponible sous l'appellation Yubi. Elle fait place à la Sirion de seconde génération à partir de mars 2005.
Les différents types de Sirion 1 :
- M100S : 1 litre traction ;
- M110S : 1 litre quatre roues motrices ;
- M101S : 1,3 litre traction ;
- M111S : 1,3 litre quatre roues motrices.

### Les variantes sportives
En avril 1998, Daihatsu Racing Service dévoile sa nouvelle voiture destinée à la compétition, la Storia X4 (M112S). Le moteur JC-DET est un quatre cylindres multisoupape à injection dérivé du bloc JB-JL. La cylindrée a été portée à 713 cm3 afin de rester dans la classe des moins de 1 000 cm3, la FIA imposant un coefficient d'équivalence de 1,4 entre une mécanique suralimentée (par compresseur ou turbo) et une mécanique atmosphérique. Jusqu'à la fin de commercialisation intervenue en 2004, la Storia X4 a été fabriquée à 829 exemplaires.
En Grande-Bretagne, l'importateur local commercialise en octobre 2002 les Sirion Rally 2 et Rally 4, respectivement en deux et quatre roues motrices. Le moteur K3-VE2 a bénéficié d'une légère préparation, 108 ch pour la Rally 2 et 106,5 ch pour la Rally 4. Le châssis reçoit des ressorts courts et affermis, les roues en alliage passant à quinze pouces. Une commande de boîte à débattements raccourcis et des plaquettes de freins plus résistantes figurent parmi les autres modifications.

## Daihatsu Sirion II (2004 - 2011)
La deuxième génération de Daihatsu Sirion, lancée en 2004, reste exclusivement une 5 portes. Au Japon, elle se nomme Daihatsu Boon et Toyota Passo. Sa commercialisation en France intervient à partir de mars 2005 et permet le choix entre deux motorisations : 1 litre (type KR-FE, il équipe les Toyota Aygo/Citroën C1/Peugeot 107) ou 1,3 litre (K3-VE). Si le premier moteur est exclusivement couplé à une boîte manuelle, le second peut être associé à une boîte automatique ou à la transmission intégrale. La gamme est composée des Sirion 1.0S, 1.0X (S + climatisation) et 1.3X (1.0X + jantes alliage + compte-tours + peinture métallisée), auxquelles s'ajoute une série spéciale Tegara au look plus sportif (1.3, kit carrosserie, antibrouillards avant).
Au Japon, la Boon X4 (mars 2006) succède à la Storia X4 en compétition. Si les quatre roues motrices et la boîte manuelle à 5 vitesses demeurent, le moteur est cette fois un 4 cylindres type KJ-DET dérivé du K3-VET. La cylindrée est abaissée à 936 cm3 pour rester en moins de 1 600 cm3 (coefficient d'équivalence portée à 1,7).
À l'été 2007, la Sirion bénéficie de légère retouches esthétiques, le 1.3 gagne 4 ch (91 au lieu de 87) et une version Sporty à moteur 1,5 litre type 3SZ-FE de 103 ch (avec kit carrosserie et jantes en alliage spécifique) coiffe la gamme. Renouvelée, c'est également pour la marque de célébrer ses 100 ans d'existence, d'où l'apparition d'une série spéciale dénommée 100th Anniversary (GPS Pioneer, garantie 5 ans...) uniquement proposée en 1,3 litre (boîte manuelle ou automatique et transmission intégrale).
À l'automne 2007, Subaru dévoile la quatrième génération de Justy type M300F, clone des Boon/Passo, Toyota étant coactionnaire de la marque. Elle est remplacée par la Trezia en 2011, un Toyota Verso S rebadgé.
À partir de juillet 2010, la gamme de la Sirion est simplifiée et s'articule autour des 1.0 Red & White, 1.0 et 1.3 X (boîte manuelle en 2 et 4 roues motrices ou boîte automatique).
En Europe, elle sera remplacée à l'été 2011 par la Charade, "clone" de la Toyota Yaris II, tandis qu'au Japon la remplaçante de cette génération de Boon est sortie au printemps 2010.
Les différents types de Sirion 2 :
- M300S : 1 litre traction,
- M310S : 1 litre quatre roues motrices,
- M301S : 1,3 litre traction,
- M311S : 1,3 litre quatre roues motrices,
- M303S : 1,5 litre traction.

## Ventes
Historique des ventes de la Justy en France[réf. souhaitée], ainsi qu'en Europe,.
- 1999 : 129 immatriculations en France sur un total de 9 478 immatriculations en Europe
- 2000 : 224 immatriculations en France, 8 862 en Europe
- 2001 : 179 immatriculations en France, 4 972 en Europe
- 2002 : 265 immatriculations en France, 4 621 en Europe
- 2003 : 238 immatriculations[1], 3 468 en Europe
- 2004 : 289 immatriculations en France (deuxième génération en fin d'année), 3 457 en Europe
- 2005 : 563 immatriculations en France, 14 233 en Europe
- 2006 : 508 immatriculations en France, 15 893 en Europe
- 2007 : 451 immatriculations en France, 17 545 en Europe + ??? Subaru Justy
- 2008 : 449 immatriculations en France, 18 669 en Europe + 7 645 Subaru Justy
- 2009 : 441 immatriculations en France, 12 497 en Europe + 6 089 Subaru Justy
- 2010 : 216 immatriculations en France, 5 214 en Europe + 4 122 Subaru Justy
- 2011 : 15 immatriculations en France, 3 230 en Europe + 1 052 Subaru Justy
- 2012 : 899 immatriculations en Europe
- 2013 : 67 immatriculations en Europe
- 2014 : 3 immatriculations en Europe